# Matoaca (Virginia)
Matoaca es un lugar designado por el censo situado en el condado de Chesterfield, Virginia  (Estados Unidos). Según el censo de 2010 tenía una población de 2.403 habitantes. Debe su nombre a la princesa Powhatan Matoaka , más conocida como Pocahontas.

## Demografía
Según el censo del 2000, Matoaca tenía 2.273 habitantes, 866 viviendas, y 651 familias. La densidad de población era de 344,2 habitantes por km².
De las 866 viviendas en un 34,2%  vivían niños de menos de 18 años, en un 53,8%  vivían parejas casadas, en un 16,2% mujeres solteras, y en un 24,8% no eran unidades familiares. En el 20,8% de las viviendas  vivían personas solas el 9,6% de las cuales correspondía a personas de 65 años o más que vivían solas. El número medio de personas viviendo en cada vivienda era de 2,62 y el número medio de personas que vivían en cada familia era de 3,03.
Por edades la población se repartía de la siguiente manera: un 27,2% tenía menos de 18 años, un 6,2% entre 18 y 24, un 29,7% entre 25 y 44, un 22,9% de 45 a 60 y un 14% 65 años o más.
La edad media era de 38 años.  Por cada 100 mujeres de 18 o más años  había 86,6 hombres.
La renta media por vivienda era de 50.000$ y la renta media por familia de 56.163$. Los hombres tenían una renta media de 33.722$ mientras que las mujeres 26.071$. La renta per cápita de la población era de 19.810$. En torno al 5,8% de las familias y el 6,2% de la población estaban por debajo del umbral de pobreza.

## Localidades adyacentes
El siguiente diagrama muestra a las localidades más próximas a Matoaca.